# 圣类思公撒格朝圣所圣殿

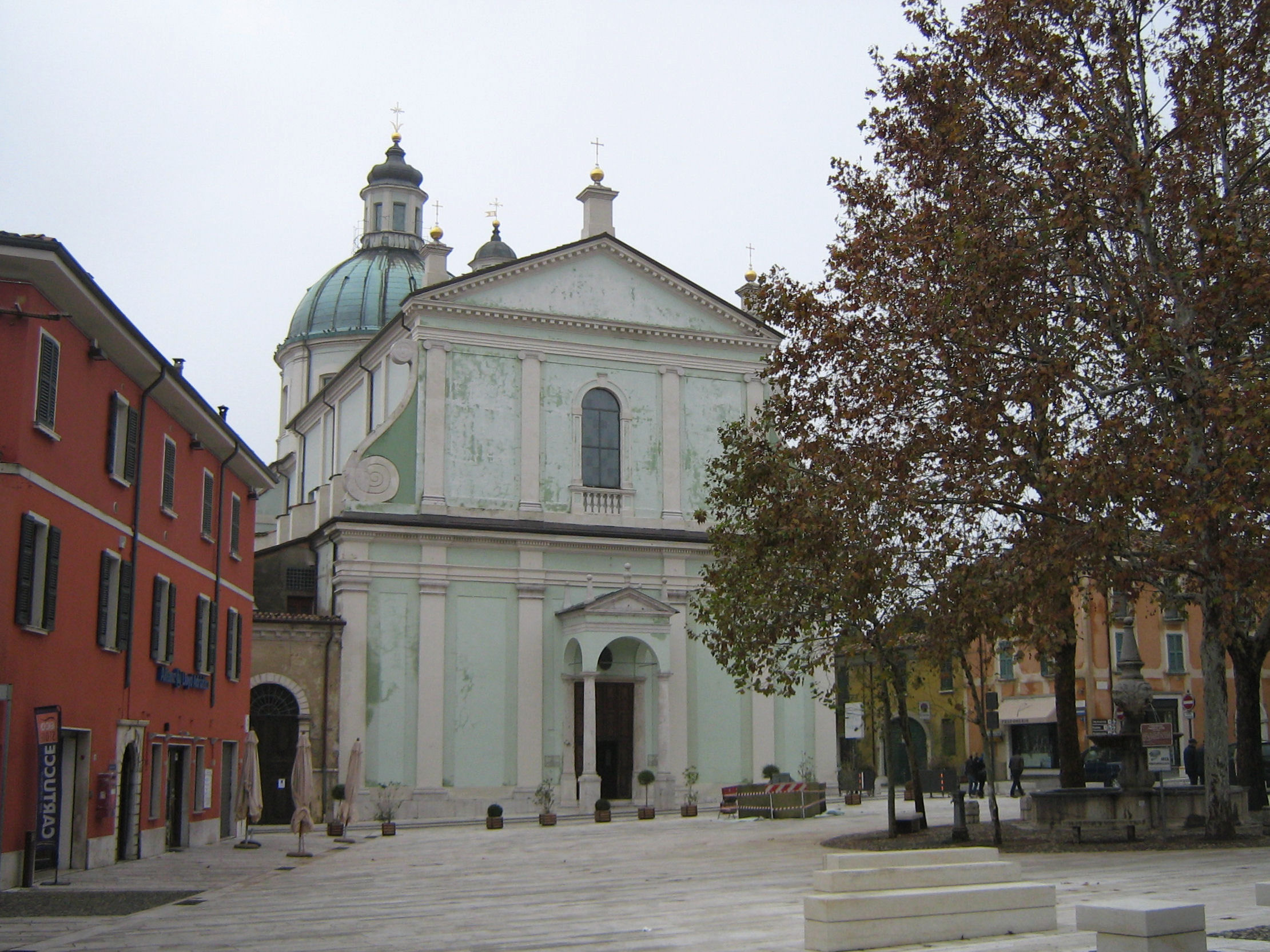

圣类思公撒格朝圣所圣殿（義大利語：Santuario basilica di San Luigi Gonzaga）是一座罗马天主教宗座圣殿，位于意大利伦巴第大区曼托瓦省斯蒂维耶雷堡的圣类思公撒格广场，所供奉的圣类思·公撒格是全世界青年的主保圣人。1964年4月，教宗保禄六世将该堂升格为宗座圣殿.

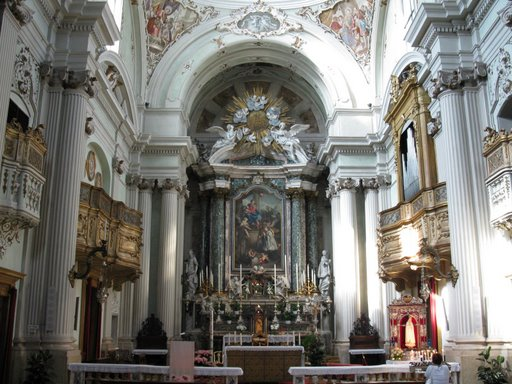
内部

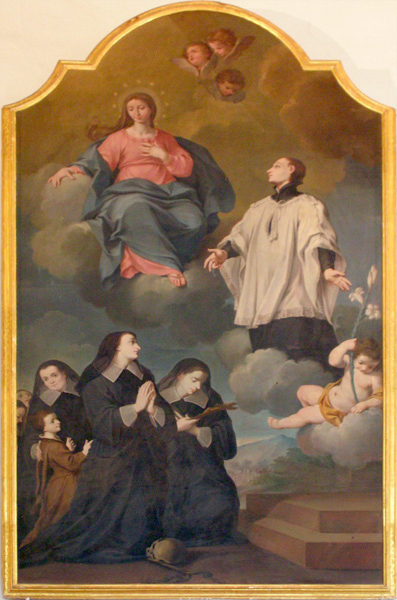
圣类思·公撒格将他的三个孙辈辛齐亚、奥林匹亚和格里多尼亚献给圣母

该堂建于1608年，由侯爵弗朗切斯科·贡扎加捐建，于18世纪完工。建筑师为卢卡·比恩尼。
根据特伦特会议的精神，内部有一个单独的中殿，这样信徒的注意力就会集中在祭坛上。
该堂有一幅壁画，描绘圣类思的荣耀，由维罗纳画家乔治·安塞尔米绘制于1740年。
在左侧的一个小堂里，有一幅 1650年的《哀悼基督》，是圭尔奇诺的作品。
在右侧的一个小堂，有圣类思的孙辈、耶稣贞女的创始人辛齐亚、奥林匹亚和格里多尼亚的圣髑。
在正祭台一个十八世纪的瓮中，保存有圣类思公撒格的头骨。上面是十八世纪维罗纳画家安东尼奥·巴莱斯特拉的祭坛画，描绘“圣类思在圣母面前祈祷”。右侧的咏经席上方，是杰罗拉莫·博纳托的管风琴, 于1794年建造。
1991年，教宗若望·保禄二世于访问期间在圣殿祈祷。